# سید محمد سلطانی
سید محمد سلطانی ملقب به ‌ سلطان العلما از سیاستمداران ایرانی بود، که در  دوره پنجم  بعنوان نماینده شیراز در مجلس شورای ملی حضور داشت.